# Eugenia laruotteana
Eugenia laruotteana är en myrtenväxtart som beskrevs av Jacques Cambessèdes. Eugenia laruotteana ingår i släktet Eugenia och familjen myrtenväxter. Inga underarter finns listade i Catalogue of Life.